# Fawn Arnold

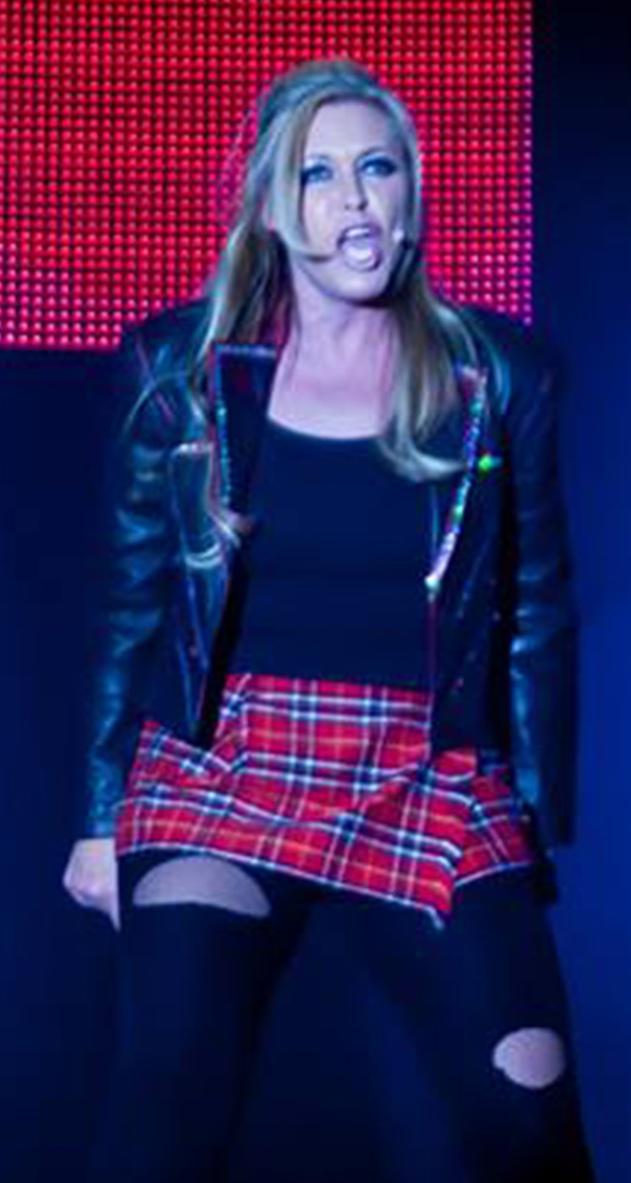
Fawn Arnold (2016)

Fawn Annet Arnold (* 23. Juni 1971 in Wichita Falls, Texas) ist eine US-amerikanische Musicaldarstellerin, Sängerin, Unternehmerin und Gesangslehrerin.

## Leben und Karriere
Fawn Arnold wurde als zweite Tochter der Jazzmusiker Ruben Elisha „Rocky“ Arnold Jr (1922 bis 2018) und Vivian Arnold (geb. Burnham, * 1934) in Wichita Falls, Texas geboren. Einen Großteil ihrer Kindheit verbrachte sie wegen des Berufes ihrer Eltern auf Tourneen. Schon als Kind begann Fawn zu Singen und zu Tanzen. Dabei war ihre sechs Jahre ältere Schwester Nina ihre Inspiration und Schauspiellehrerin. Ihre erste Rolle spielte sie im Alter von neun Jahren in dem Musical Annie Get your Gun.
Sie besuchte die Wichita Falls High School und graduierte 1989. Nach dem Studium an der Midwestern State University (Schauspiel) und der University of North Texas (Tanz) arbeitete Fawn als Tänzerin und Tanzlehrerin in Kalifornien. 1992 wurde sie für die Girl Group Gloria gecastet, zog nach Deutschland und tourte als Gastband zum Beispiel für DJ Bobo, Captain Hollywood Project, Culture Beat oder En-Rage und durch Europa.
Nach einem Arbeitsunfall wurde ihr eine Stressfraktur in einem Rückenwirbel diagnostiziert, wodurch sie ihre Tanzkarriere beenden musste. Ihre Gesangslehrerin und Musical-Darstellerin Kay Montgomery erkannte und förderte ihr Gesangstalent, wodurch ihre Musical-Karriere begann. Fawn Arnold spielte zunächst in Schmidt’s Tivoli in Hamburg, später dann in vielen staatlichen Häusern und für die Stella AG und Stage Entertainment.
Von 2010 bis 2019 betrieb Fawn Arnold ihre eigene Dinner-Musical-Produktionsfirma Musical Gaumenschmaus.
Seit 2013 betreibt Fawn Arnold eine der ersten Online-Gesangsschulen im deutschsprachigen Raum, Singen ohne Angst.

## Bühne (Auswahl)
- 1994: Fifty Fifty (Solistin) – Schmidt’s Tivoli – C. Littmann[4]
- 1996: Oscar (Solistin) – Schmidt’s Tivoli – C. Littmann[5]
- 1997: Les Misérables (Musical) (Mme. Thénardier) – Theater am Marientor Duisburg – K. Kaswell
- 1999: CS Aida (Solistin, Dance Captain) – AIDAcara – C. Littmann
- 2000: MS Europa (Solistin) – Kreuzfahrtschiff Europa (Schiff, 1999) – Törber & Thomas
- 2001: Les Misérables (Musical) (Mme. Thénardier) – Oper Bonn – J. Dew[6]
- 2002: Tanz der Vampire (Magda) – SI Centrum Stuttgart – Roman Polanski[7]
- 2005: Annie Get Your Gun (Musical) – Kolping Musiktheater Schwäbisch Gmünd – M. Schaumann[8]
- 2006: Mamma Mia! (Musical) (Donna, Tanja, Rosie) – Palladium Theater Stuttgart – P. Lloyd[9]
- 2007: Kiss Me, Kate (Musical) (Lilly, Kate) – Kolping Musiktheater Schwäbisch Gmünd – M. Schaumann[10]
- 2007–2012: Die Nacht der Musicals, tour (Solistin) – Armagon Ltd. – E. Kraner[11]
- 2009: Manche mögen’s heiß  (Sugar) – Kolping Musiktherater Schwäbisch Gmünd – M. Schaumann
- 2010–2019: Musical Gaumenschmaus (Solistin) – Arnold & Rawer Gbr – F. Arnold
- 2017: Aida (Musical) (Amneris) – Kolping Musiktherater Schwäbisch Gmünd – M. Schaumann

## Filmografie
- 1981: PM-Magazine, KFDX-TV (Moderatorin)
- 1990: Texasville (Cheerleader)
- 1995: Eine Frau wird gejagt, RTL[12] (belgische Ladenbesitzerin)

## Diskografie
- 1994: Fifty fifty : die Schlagerrevue der goldenen Fünfziger (Solistin) – Bear Family Records[13]
- 1996: Oscar – die Kinorevue (Original Cast)[14]
- 2013: We believe (Interpretin) – Kunst/Hasemann[15]
- 2023: Fun Learning Songs – The ABC Academy (Interpretin) – Marcus Theinert[16]

## Bands
- 1992–1993: Gloria
- 2005–2006: Lancelot Coverband
- 2008–2010: Crazy Crocodiles Coverband
- 2004–2011: Assskin[17][18][19]
- 2018–2022: 2Play!
- seit 2022: Crazy Train[20]
- seit 2023: Dealer in Dreams[21]
- seit 2023: All About Jazz Big Band[22]